# Det gule rum
Det gule rum er en dansk kortfilm fra 2011 med instruktion og manuskript af Christina Rahbek.

## Handling
Denne artikel mangler et handlingsreferat. Hjælp os med at skrive det.